# Friedrich Maurer (håndboldspiller)
Friedrich Fritz Maurer (født 18. juli 1912, død 10. juli 1958) var en østrigsk håndboldspiller, som blandt andet deltog i OL 1936.
Han var en del af det østrigske håndboldlandshold, som vandt sølvmedalje. Han spillede i to kampe som målmand.